# Zabójstwo w afekcie
Zabójstwo w afekcie – występek stypizowany w art. 148 § 1 Kodeksu karnego, zagrożony karą pozbawienia wolności od roku do lat 10; przestępstwo materialne polegające na pozbawieniu życia innego człowieka pod wpływem silnego wzburzenia usprawiedliwionego okolicznościami (art. 148 § 4 KK). Jest to przestępstwo powszechne, a zatem sprawcą czynu zabronionego może być każda osoba zdolna do poniesienia odpowiedzialności karnej, przy czym wskazane przestępstwo jest typem uprzywilejowanym, bowiem sprawca podlega łagodniejszej odpowiedzialności, niż w przypadku zbrodni zabójstwa, które jest zagrożone karą dożywotniego pozbawienia wolności .

## Istota przestępstwa
Istotą przestępstwa jest fakt, że konieczne jest aby wzburzenie sprawcy nacechowane było szczególnym natężeniem, przekraczające poziom reakcji emocjonalnej towarzyszącej zwykle popełnieniu przestępstwa. Mogą to być zarówno okoliczności zewnętrzne (reakcja na zdradę partnera) jak też wewnętrzne (okoliczności związane z psychiką sprawcy i jego osobowością). Silne wzburzenie natomiast to stan emocjonalny, wywołany czynnikami zewnętrznymi, będący wynikiem indywidualnych odczuć zależnych od odporności psychicznej człowieka, jego temperamentu, umiejętności panowania nad sobą i innych wrodzonych lub nabytych właściwości. Stąd samo zaistnienie okoliczności mogących obiektywnie uzasadniać silnie wzburzenie, nie może automatycznie spowodować uznania działania sprawcy zabójstwa pod wpływem silnego wzburzenia.